# Regulatoreiwit
Een regulatoreiwit is een eiwit dat een moleculair biochemische proces reguleert. Een regulatoreiwit kan het proces activeren of remmen (activator of repressor). Hetzelfde regulatoreiwit kan soms als activator voor het ene operon en voor een ander operon als repressor werken.
De belangrijkste gereguleerde processen zijn katalytische (enzym-)activiteit, translatie, transcriptie en proteasoom-activiteit.
Transcriptieregulatoren worden ook wel transcriptiefactoren genoemd. Bij de activering van enzymen is de regulatie meestal negatief.
De voor een regulatoreiwit coderenden genen worden regulatorgenen of regelgenen genoemd.